# یواس‌اس کنونکاس (۱۸۶۳)
یواس‌اس کنونکاس (۱۸۶۳) (به انگلیسی: USS Canonicus (1863)) یک کشتی بود که طول آن ۲۲۴ فوت (۶۸٫۳ متر) بود. این کشتی در سال ۱۸۶۳ ساخته شد.